# Déclin de civilisation

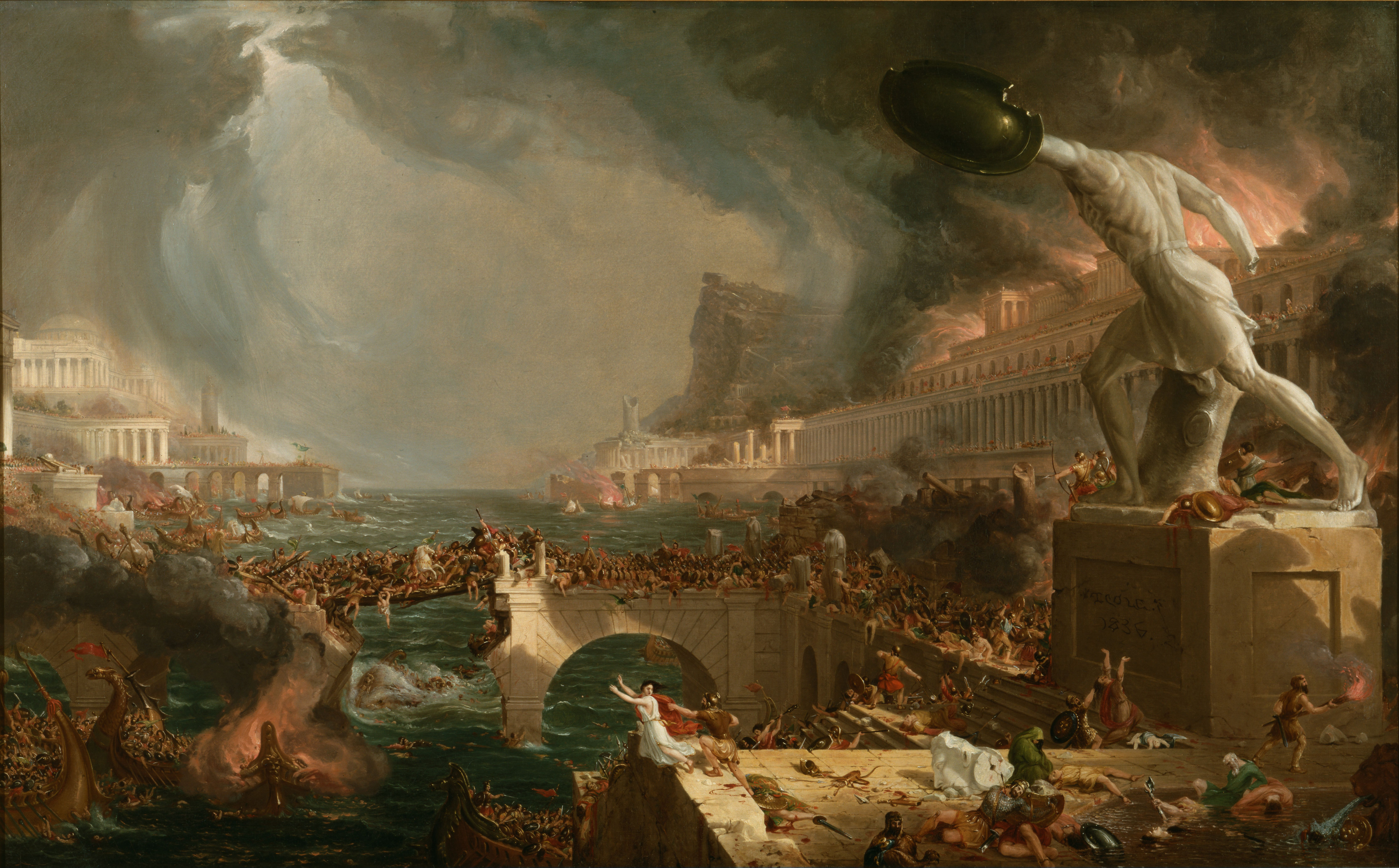
Destruction, extrait du Cours de l’Empire de Thomas Cole (1836).

Le déclin de civilisation est la chute d'une société humaine complexe, caractérisée par la perte de son identité culturelle et de sa complexité socio-économique, la chute du gouvernement et la montée de la violence.
Les causes possibles d'un déclin d'une civilisation comprennent les catastrophes naturelles, la guerre, les épidémies (peste), la famine et la dépopulation. Une société effondrée peut revenir à un état plus primitif, être absorbée dans une société plus forte ou disparaître complètement.
Pratiquement toutes les civilisations passées ont subi ce sort, quelle que soit leur taille ou leur complexité. Mais certaines se sont rétablies et transformées, comme la Chine et l'Égypte, tandis que d'autres ne se sont jamais redressées, comme l'Empire Maya et la civilisation de l'île de Pâques. L'effondrement d'une société est généralement un processus rapide, mais rarement abrupt, et pourtant certaines ne se sont pas effondrées mais se sont seulement effacées progressivement, comme dans le cas de l'Empire britannique depuis 1918.
Les anthropologues, les historiens et les sociologues ont proposé une variété d'explications pour l'effondrement des civilisations impliquant des facteurs de causalité tels que le changement environnemental, l'épuisement des ressources, la complexité non durable, le déclin de la cohésion sociale, les inégalités croissantes, le déclin séculaire des capacités cognitives, la perte de créativité et la malchance,,. Cependant, l'extinction complète d'une culture est rare ; dans la plupart des cas, les nouvelles sociétés qui naissent des cendres de l'ancienne sont manifestement leur progéniture, malgré une réduction spectaculaire de la sophistication. De plus, l'influence d'une société effondrée, par exemple celle de l'Empire romain, peut persister longtemps après sa mort.
L'effondrement de la société est étudié par des spécialistes de l'histoire, de l'anthropologie, de la sociologie et des sciences politiques. Plus récemment, ils ont été rejoints par des experts en cliodynamique et en étude des systèmes complexes,.

## Définition
Les exemples à l'appui de cette thèse sont souvent :
- déclin de l’Empire kusana (Inde, IIe siècle) ;
- déclin de l'Empire romain d'Occident (Ve siècle) ;
- effondrement de la civilisation maya classique (750 - 1050) ;
- disparition de la civilisation Haumaka sur l'Île de Pâques ;
- déclin (XIXe siècle) et disparition (1923) de l'Empire ottoman
- déclin de la dynastie de Simashki, en Iran antique (XXe siècle avant notre ère) ;
- déclin de la dynastie Chosŏn en Corée (XXe siècle).

L'idée d'un déclin nécessaire et définitif de toute civilisation reflète une vision anthropomorphique de la société, que l'histoire ne dément pas toujours : « Nous autres, civilisations, nous savons maintenant que nous sommes mortelles », dira Paul Valéry se penchant sur le naufrage de l'Europe pendant la Grande guerre. L'Allemagne marquée par sa défaite et l'hyperinflation essaya de répondre à cette vision en se fixant des objectifs d'une temporalité quasi religieuse : Hitler lui promet une « domination pour toujours et de la créer pour qu'elle doive durer au moins mille ans ». Jean-Pierre Sironneau parle alors de « religion politique » (à la suite de Raymond Aron et des « religions séculières »)[réf. nécessaire].

## Causes du déclin des civilisations
Il est possible de classer les causes du déclin des civilisations en deux grandes catégories : les causes endogènes, générées par la civilisation elle-même (crises politiques et sociales, crises structurelles, crises financières, guerres…), et les causes exogènes, c'est-à-dire des causes externes telles que l'apparition d'épidémies, de maladies ou d'événements naturels (climat, volcans…).

### Causes endogènes

#### Causes structurelles aux organisations
Joseph Tainter, un chercheur américain de l'université de Berkeley, démontre dans son ouvrage The Collapse of Complex Societies que les civilisations atteignant un certain degré de complexité ne peuvent que décliner, notamment parce que tous les efforts pour maintenir leur stabilité entraînent un surcroît de complexité de plus en plus ingérable.
Joseph Tainter met en lumière la complexité croissante entraînant des rendements décroissants. Il explique par ailleurs comment l'énergie et la complexité sont imbriquées dans une relation de causalité réciproque pouvant mener à un effondrement sociétal.

### Dynamique démographique
Dans son ouvrage Histoires, l'historien grec Polybe (208 av. J.-C. – 126 av. J.-C.) attribue le déclin du monde hellénistique à la faiblesse des taux de fécondité qui le caractérisait. Il affirme que si les guerres prolongées et les épidémies mortelles étaient absentes, les gens étaient généralement plus intéressés par « le spectacle, l'argent et les plaisirs d'une vie oisive » plutôt que par le mariage et l'éducation des enfants. Ceux qui ont eu des enfants, écrit Polybe, n'en ont pas eu plus d'un ou deux, avec l'intention expresse de « les laisser dans l'aisance ou de les élever dans un luxe extravagant »,. Cependant, il est difficile d'estimer le taux de fertilité réel de la Grèce à l'heure actuelle et Polybe n'a fourni aucune donnée pour l'analyse. Il donne seulement un récit qui se base probablement sur ses impressions sur les types de Grecs qu'il connaissait, à savoir les élites plutôt que les roturiers. Sinon, la chute de la population aurait été plus brutale. Néanmoins, le cas grec est à mettre en parallèle au cas romain,.
Vers 100 avant J.-C., la notion de relation amoureuse a commencé à devenir populaire à Rome. Dans les dernières années de la République romaine, les femmes romaines étaient réputées pour leurs divorces, leurs relations extraconjugales et leur réticence à avoir des enfants. Considérant cela comme une menace pour l'ordre social et politique, et estimant que la classe supérieure romaine devenait de plus en plus cosmopolite et individualiste, César Auguste, lors de l'établissement de l'Empire romain, a introduit une législation destinée à augmenter le taux de natalité,. Les hommes âgés de 20 à 60 ans et les femmes de 20 à 50 ans étaient légalement obligés de se marier. Les veuves ou les divorcés dans la tranche d'âge concernée devaient se remarier. Des exemptions sont accordées à ceux qui ont déjà eu trois enfants dans le cas des personnes nées libres et quatre dans le cas des esclaves libérés. Pour les fonctions politiques ou bureaucratiques, la préférence était donnée à ceux qui avaient au moins trois enfants légitimes. Des droits de succession réduits attendaient ceux qui ne parvenaient pas à se reproduire. Dans un discours prononcé devant les nobles romains, l'empereur exprima son inquiétude face à la faible natalité de l'élite romaine. Il déclara que les esclaves affranchis avaient obtenu la citoyenneté et que les alliés romains avaient obtenu des sièges au gouvernement pour accroître le pouvoir et la prospérité de Rome, mais que la « souche originelle » ne se remplaçait pas, laissant la tâche aux étrangers. Le poète romain Ovide partagea la même observation.
Mais les politiques pro-natales d'Auguste se révélèrent infructueuses. Elles ne firent qu'alimenter la nostalgie et le mépris du présent et réaffirmer les valeurs rurales et patriarcales du passé de la Rome impériale. Comme leurs homologues grecs, les élites romaines avaient accès à la contraception - bien que ce savoir ait été perdu en Europe au Moyen Âge et au début des temps modernes - et pouvaient ainsi jouir de relations sexuelles sans avoir à élever d'autres enfants. Selon Norman E. Himes, la plupart des méthodes de contrôle des naissances utilisées dans l'Antiquité étaient probablement inefficaces. La méthode de contraception la plus efficace connue dans l'Antiquité était probablement l'interruption du coït. En d'autres termes, les personnes de haute classe socio-économique du monde gréco-romain pouvaient contrôler leur propre fertilité. En outre, cette capacité s'est probablement étendue aux classes inférieures. En tout cas, le résultat était prévisible. En raison de l'absence de médecine moderne, qui pourrait prolonger l'espérance de vie, leur nombre a commencé à diminuer. De plus, le déclin de la population a coïncidé avec une diminution de la religiosité et une remise en cause des traditions, deux facteurs qui ont contribué à la baisse de la fécondité, car de plus en plus de gens en sont venus à la conclusion que c'était à eux, et non aux dieux, de décider du nombre d'enfants qu'ils avaient.
D'autres déséquilibres démographiques peuvent se produire lorsque de faibles taux de fécondité coïncident avec des taux de dépendance élevés ou lorsqu'il y a une répartition inégale des richesses entre les élites et les roturiers. Ces deux situations caractérisaient l'Empire romain,,.
Plusieurs caractéristiques clés de l'effondrement de la société humaine peuvent être liées à la dynamique des populations. Par exemple, la population indigène de Cuzco, au Pérou, au moment de la conquête espagnole, était marquée par un déséquilibre du rapport entre le nombre d'hommes et le nombre de femmes.
Il existe des preuves solides que les sociétés humaines présentent également des cycles de population,. Des sociétés aussi diverses que celles de l'Angleterre et de la France à l'époque romaine, au Moyen Âge et au début des temps modernes, de l'Égypte sous les dominations gréco-romaines et ottomanes, et de diverses dynasties en Chine ont toutes montré des schémas similaires d'instabilité politique et de violence, considérablement plus fréquents après des périodes de paix relative, de prospérité et de croissance démographique soutenue. Sur le plan quantitatif, les périodes d'agitation sont caractérisées par beaucoup plus d'événements d'instabilité par décennie et se produisaient lorsque la population diminuait plutôt qu'elle n'augmentait. Les sociétés agraires préindustrielles étaient généralement confrontées à l'instabilité après un ou deux siècles de stabilité. Si le peuple reste uni et la classe dirigeante forte seule, la dynamique de population ne suffit pas seule à déclencher un déclin général. D'autres facteurs interviennent, comme le fait d'avoir plus d'aspirants aux postes de l'élite que la société ne peut en supporter de façon réaliste (surproduction de l'élite), ce qui entraînent des conflits sociaux, et une inflation chronique, qui fait chuter les revenus et menace la santé financière de l'État. En particulier, un excès de population masculine, surtout chez les jeunes adultes, conduit de façon prévisible à des troubles sociaux et à la violence, car de nombreux jeunes hommes ont alors du mal à réaliser leurs désirs et devenaient plus ouverts aux idées et aux actions extrêmes. Les adultes dans la vingtaine sont particulièrement enclins à la radicalisation. La plupart des périodes historiques d'agitation sociale dépourvues de déclencheurs externes, tels que les catastrophes naturelles, et la plupart des génocides peuvent être facilement expliqués comme le résultat d'une augmentation de la jeunesse. En s'intensifiant, ces tendances ont mis en péril le tissu social, facilitant ainsi le déclin.

### Causes exogènes

#### Phénomènes naturels - Limite de disponibilité des ressources
Dans certains cas, un événement naturel (tsunami, séisme, large incendie, réchauffement climatique, etc.) apparaît comme une cause immédiate du déclin d'une civilisation.
Dans d'autres cas, c'est la perte d'une ressource essentielle à une société qui peut conduire à son déclin. On notera entre autres l'importance de la ressource énergétique. Les différentes études sur l'évolution des civilisations mettent en évidence une forte corrélation entre la présence d'une énergie abondante et bon marché et le degré de complexité d'une société. Ainsi, une société s'étant fortement complexifiée en profitant d'une énergie abondante va dans un contexte de crise énergétique devoir affronter une double contrainte menaçant sa durabilité : le nombre croissant de problèmes à gérer (complexité grandissante) doublé d'une capacité décroissante à résoudre ces problèmes (moins d'énergie disponible).
C'est entre autres sur cette notion de ressources limitées que reposent les théories sur les risques d'effondrement de la civilisation industrielle.

### Épidémies
Si l'on[Qui ?] considère les différents peuples ayant occupé l’Amérique du nord avant les explorateurs européens comme une civilisation unique, on peut alors dire que celle-ci a disparu dès le début du XVIe siècle : d'une part à cause des massacres perpétrés à grande échelle par les colons, mais également à cause des maladies contagieuses apportées par les Européens, contre lesquelles le système immunitaire des autochtones n'était pas préparé.

## Exemples de civilisations et de sociétés ayant connu le déclin
Par régression ou simplification :
- l'Empire hittite ;
- la civilisation mycénienne ;
- l'Empire néo-assyrien ;
- la civilisation de la vallée de l'Indus ;
- les Empires maurya et gupta ;
- la civilisation d'Angkor Vat de l'Empire khmer ;
- les dynasties Han et Tang de Chine :
- les Anasazis ;
- la civilisation étrusque ;
- l'Empire romain d'Occident ;
- la civilisation d'Izapa ;
- la civilisation maya ;
- l'Empire du Monomotapa un royaume médiéval (c.1450-1629) situé en Afrique australe ;
- la civilisation olmèque vers 500 av. J.-C..

Par incorporation ou absorption :
- Sumer ;
- l'Égypte antique ;
- Babylone ;
- le Levant antique ;
- la Grèce classique ;
- le shogunat Tokugawa au Japon ;
- les civilisations aztèque et inca.

#### Théoriciens

##### Écrivains
- Hermann Broch, Thomas Mann, Robert Musil, Paul Valéry, Stefan Zweig

##### Anthropologues
- Jared Diamond, Robert Jaulin, Joseph Tainter, James C. Scott, David Graeber

##### Historiens
- Edward Gibbon, Oswald Spengler, Arnold Toynbee

##### Économistes
- Leopold Kohr

##### Juristes
- Valérie Cabanes

##### Penseurs
- Arthur Keller